# Místo
Místo (en allemand : Platz) est une commune du district de Chomutov, dans la région d'Ústí nad Labem, en Tchéquie. Sa population s'élevait à 433 habitants en 2021.

## Géographie
Místo se trouve à 11 km à l'ouest de Chomutov, à 61 km au sud-ouest d'Ústí nad Labem et à 93 km au nord-ouest de Prague.
La commune est limitée par Výsluní au nord-ouest, par Málkov au nord-est et à l'est, par Kadaň au sud et au sud-ouest.

## Histoire
L'histoire de la localité est anciennement liée à l'exploitation du minerai de fer dans les environs ainsi qu'à la maison de Lobkowicz de Hasištejn, près de Kadaň. Místo a perdu son autonomie urbaine au fil du temps.

## Administration
La commune se compose de trois quartiers :
- Blahuňov
- Místo
- Vysoká Jedle

## Patrimoine
Château de Hasištejn
Le château de Hasištejn (en allemand : Hassenstein) est situé dans les monts Métallifères, à 627 m d'altitude, au-dessus de la ville de Místo. C'est l'un des plus anciens châteaux des monts Métallifères.

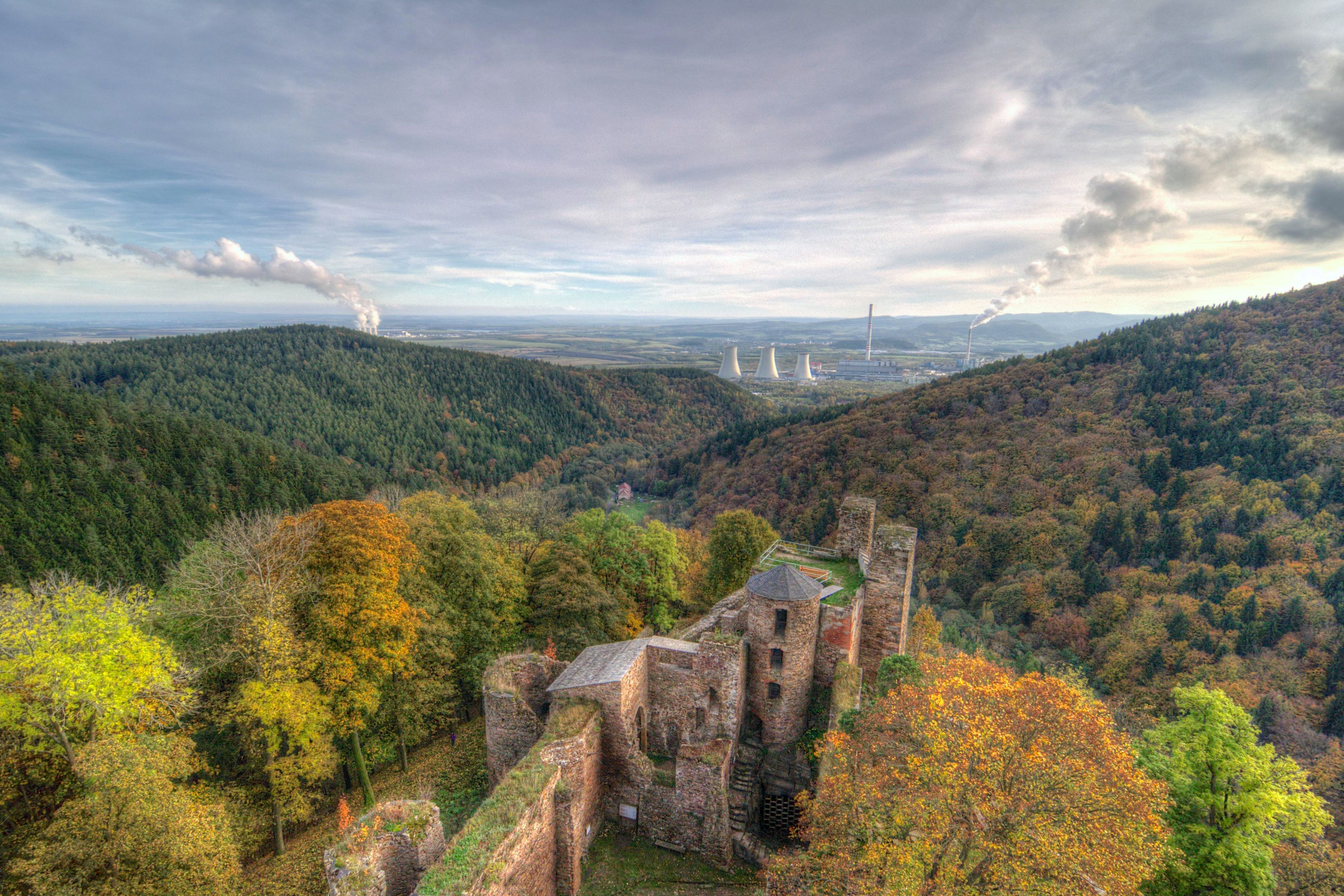
Le château et les centrales électriques de Prunéřov et Tušimice.
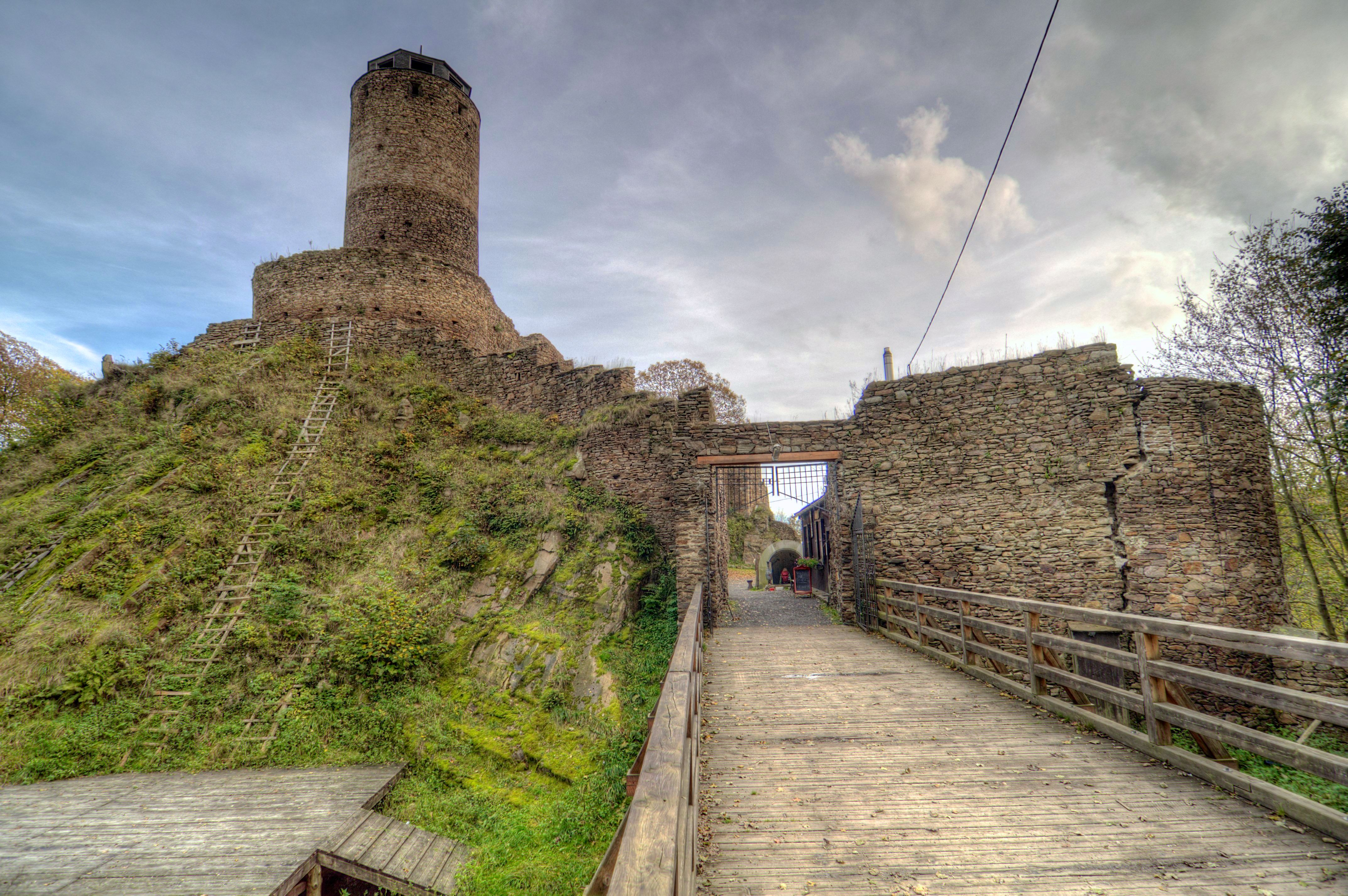
Portail et douves du château.

## Transports
Par la route, Místo se trouve à 13 km de Chomutov, à 75 km d'Ústí nad Labem et à 104 km de Prague.